# ハリプンチャイ王国

ハリプンチャイ王国
หริภุญชัย

ハリプンチャイ王国（緑色）

ハリプンチャイ王国もしくはハリブンジャヤ王国（タイ語: หริภุญชัย、パーリ語: हरिभुंजय, ラテン文字転写: Haribhuñjaya）は、現在のタイ王国ランプーン県にあったモン族の国家。

## 歴史
ハリプンチャイ王国に関してはパーリ語で書かれた『ジナカーラマーリー』や『チャーマデヴィーヴァムサー』など多くの年代記があり頻繁に言及されているが、非常に史実性に乏しいとされ、実体は大きく謎に包まれている。それらの年代記によれば、チャマデヴィ（サーマデヴィー〈Jamadevi〉）と呼ばれる姫が当時モン族のドヴァーラヴァティー王国が治めるラヴォ（ラヴァプラ、ラヴォプラとも、現在のロッブリー）にいたが、その父によってラムプーンに送られて来たことによって661年国が成立した。しかしながら、実際このあたりに国が建ったのは750年あたりだとされる。
950年ごろ王統史の言う「野蛮人の王」がラヴォを占領したことにより、モン族勢力の中心がハリプンチャイに移ることになった。後、1005年から1022年頃までラヴォはクメールの王スーリヤヴァルマン1世の占領を受ける。ハリプンチャイはこの後ラヴォを再びモン族勢力下に取り戻そうとして、クメールとの間に何度も争いが起こった。
1010年、ハリプンチャイはラヴォに軍を送り攻撃を開始した。この戦いは10年も長引いた末、マレー半島ナコーンシータンマラートのクメール人の王が船で援軍を派遣したことによりハリプンチャイの軍は敗走した。それから3年後の1023年にはクメール王カムボジャラージャ（一説にスーリヤヴァルマン1世）の軍隊がラムプーンに派遣され、ハリプンチャイは攻撃に遭った。
1050年、ラムプーンにコレラが発生し6年間流行し続けた。これによりモン族の一部は下ビルマのハンターワディー（ペグー）やタトン王国の都モッタマへ移動、その隙をつくようにタイ族をはじめとする異民族の進入が増え始めた。1090年ごろには異民族によるクーデターも起こっている。
1130年にかけてハリプンチャイ王アーディッタは再びラヴォに侵攻した。この戦争ではクメール側が敗走し一時的にラヴォがモン族側の勢力に入った。1150年、後にクメール勢力がラヴォを取り戻したが、この後、ラヴォはハリプンチャイの影響を受けクメールから離反する動きを見せ、1155年に宋に使節を送り独立国としての承認を受けた。
その後13世紀初頭までにはランプーンを中心に寺院など建築物の建設が頻繁に行われ黄金期を迎えたが、1281年にはコレラの発生以降侵入を続けていたタイ族の一派であるタイ・ユワン族の王マンラーイがランプーンを攻撃しラーンナーを建設したことにより、ハリプンチャイは壊滅した。この後モン族の中心はペグーに移ることになった。